# No Limits (zespół muzyczny)
No Limits – polska grupa muzyczna założona przez Macieja Łyszkiewicza w 1987 roku w Gdyni. Zespół ma na swoim koncie sześć albumów. W latach 1990–1994 ich trzy utwory: Summer Love, Wspomnienia i Robin gościły na Liście Przebojów Programu Trzeciego, z czego największą popularność zdobyło nagranie Robin.

## Członkowie
- Anna Pralinka Męczyńska – wokal
- Maciej Łyszkiewicz – instrumenty klawiszowe, aranżacje, lider
- Robert Dobrucki – saksofon, klarnet
- Adam Skrzypkowski – trąbka, flugelhorn
- Darek Herbasz – saksofon
- Robert Jakubiec – trąbka, flugelhorn
- Sławek Pogoda – gitara
- Tomek Przyborowicz – bas, wokal
- Maciek Dombrowski – perkusja, instrumenty perkusyjne

## Dyskografia
- No Limits for Dr Caba (1990) (MC)
- No Movie Soundtrack (1991) (LP Arston, CD Lion Records, MC Bravo)
- The Worst of No Limits (1993) (CD MJM Music)
- Angela (2007) (CD Modern Look)
- No Limits – On the River – Złota kolekcja (2011) (CD EMI Pomaton)
- Gdy nią oddychasz (2012) (CD Fonografika)